# وزارت دارایی ارمنستان
وزارت دارایی ارمنستان (ارمنی: Հայաստանի Ֆինանսների նախարարություն) یک نهاد اجرایی جمهوری‌خواه است که سیاست‌های دولت جمهوری ارمنستان را در زمینه‌های جمع‌آوری درآمدهای مالیاتی و مدیریت امور مالی عمومی را با جزئیات کامل شرح داده و اجرا می‌کند.

## وزیران پیشین

### نخستین جمهوری ارمنستان
- خاچاطور کارچیکیان (۰۶ ژوئیه ۱۹۱۸–۰۴ نوامبر ۱۹۱۸)
- آرتاشس انفیاجیان (۰۴ نوامبر ۱۹۱۸–۲۴ ژوئن ۱۹۱۹)
- گریگور جاقتیان (۲۴ ژوئن ۱۹۱۹–۰۵ اوت ۱۹۱۹)
- سارگیس آراراتیان (۱۰ اوت ۱۹۱۹–۰۵ مه ۱۹۲۰)
- آبراهام گیولخاندانیان (۰۵ مه ۱۹۲۰–۲۳ نوامبر ۱۹۲۰)
- هامبارتسوم ترتریان (۲۵ نوامبر ۱۹۲۰–۰۲ دسامبر ۱۹۲۰)

Source:

### جمهوری شوروی سوسیالیستی ارمنستان
- https://minfin.am/hy/page/hh_finansneri_nakhararner/

- یفیم گبکین
- آرشاک آتابکیان
- واساک پوغوسیان
- میکائیل چالیان
- واهان یرمیان
- گئورگ هانسوقلیان
- آرام وارداپتیان
- سارگیس آلمازیان
- هایک یاغوبیان
- آرتاوازد بونیاتیان
- لاریسا استپانیان
- آرمناک شکویان
- استپان صافاریان

### جمهوری ارمنستان
- جانیک جانویان (۱۸ سپتامبر ۱۹۹۰–۱۶ فوریه ۱۹۹۳)
- لئون بارخوداریان (۱۹۹۳–۱۹۹۷)
- آرمن داربینیان (۱۵ مه ۱۹۹۷–۱۰ آوریل ۱۹۹۸)
- ادوارد ساندویان (۲۰ آوریل ۱۹۹۸–۱۵ ژوئن ۱۹۹۹)
- لئون بارخوداریان (۱۵ ژوئن ۱۹۹۹–۱۱ نوامبر ۲۰۰۰)
- وارطان خاچاتریان (سیاستمدار) (۱۱ نوامبر ۲۰۰۰–۰۹ آوریل ۲۰۰۸)
- تیگران داوتیان (سیاستمدار) (۲۱ آوریل ۲۰۰۸–۱۷ دسامبر ۲۰۱۰)
- واچه گابریلیان (۱۷ دسامبر ۲۰۱۰–۰۹ آوریل ۲۰۱۳)
- داویت سارگسیان (۰۹ مه ۲۰۱۳–۲۶ آوریل ۲۰۱۴)
- گاگیک خاچاتریان (۲۶ آوریل ۲۰۱۴–۲۰ سپتامبر ۲۰۱۶)
- وارطان آرامیان (۲۰ سپتامبر ۲۰۱۶–۱۲ مه ۲۰۱۸)
- آتوم جانجوقازیان (۱۲ مه ۲۰۱۸–۰۲ اوت ۲۰۲۱)
- تیگران خاچاطریان (۰۲ اوت ۲۰۲۱-)

Source: